# Te Rua Manga
Te Rua Manga är ett berg i Cooköarna (Nya Zeeland). Det ligger i den centrala delen av landet. Toppen på Te Rua Manga är 413 meter över havet. Te Rua Manga ligger på ön Rarotonga.
Terrängen runt Te Rua Manga är kuperad åt nordost, men åt sydväst är den platt. Den högsta punkten i närheten är Te Manga, 653 meter över havet, 2,7 km öster om Te Rua Manga. I omgivningarna runt Te Rua Manga växer i huvudsak städsegrön lövskog.